# 악역 (노래)
《악역》은 대한민국의 가수 박재정의 디지털 싱글이다. 2017년 10월 13일에 발매되었다. 타이틀곡은 <악역>이다.

## 트랙리스트
| #  | 제목     | 작사   | 작곡   | 편곡   | 재생 시간 |
| -- | -------- | ------ | ------ | ------ | --------- |
| 1. | 〈악역〉 | 윤종신 | 정석원 | 정석원 | 5:02      |

## 평가
이즘의 정민재는 "정석원의 송라이팅, 윤종신의 스토리텔링, 박재정의 표현력이 만났을 때. 올해 가장 과소평가된 발라드"라 평가하였다.